# Osmibitové počítače Atari

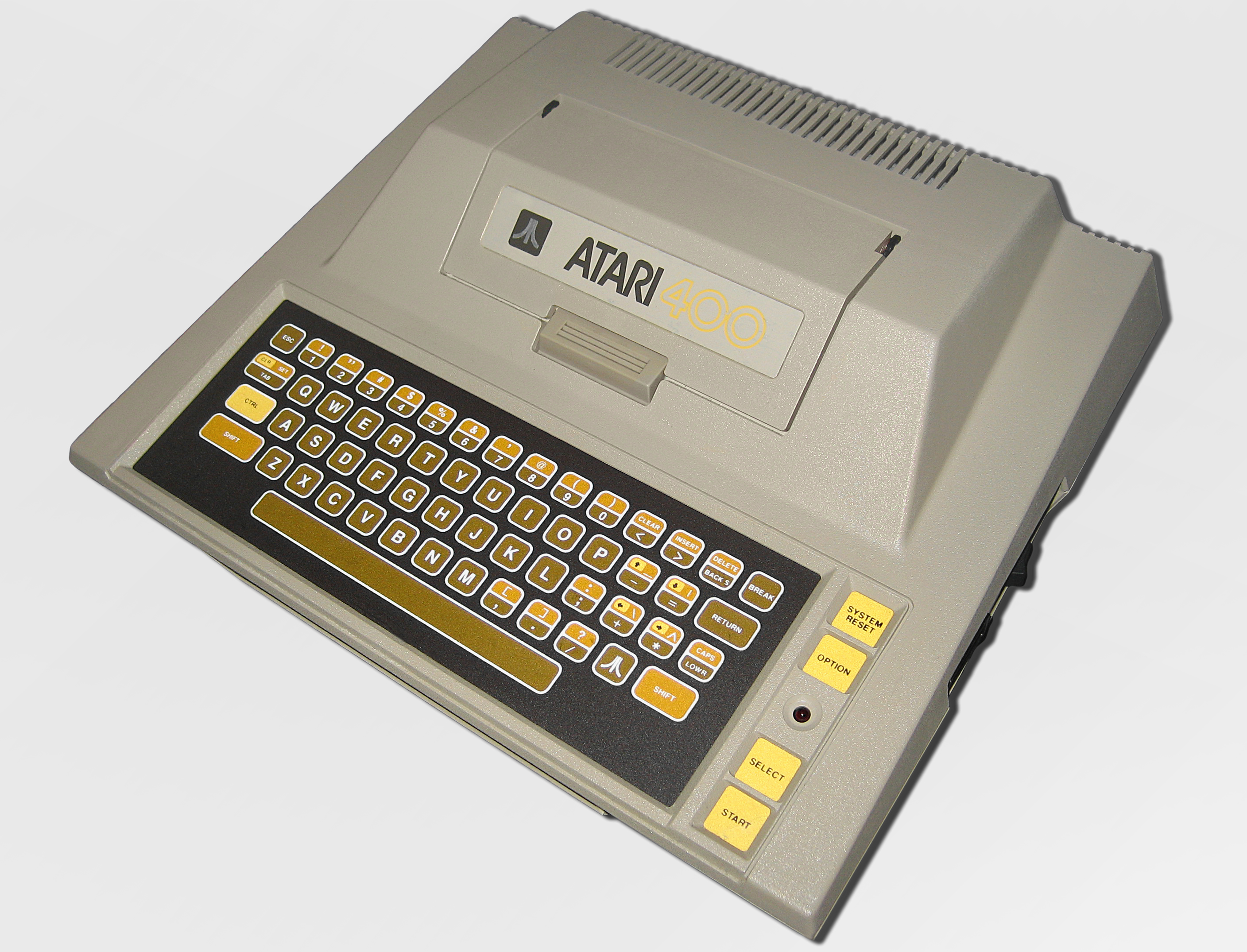
Atari 400

Osmibitové počítače Atari je řada domácích počítačů, zavedených společností Atari v roce 1979. První modely byly Atari 400/800. Vybaveny byly procesorem MOS 6502. Jako displej se používal monitor nebo televizor. Z periferních zařízení se nejvíce používaly páskové kazety, ale také disketové jednotky. Připojeny mohly být až čtyři joysticky, málokteré hry však tuto vlastnost využívaly. Po modelu 400/800 následovaly modely 1200XL, 600/800XL, 65XE/130XE, 800XE, které disponovaly větší pamětí RAM a inovovaným designem. Model XEGS byl v podstatě 65XE předělaný do domácí herní konzole. Operační systém a vestavěný programovací jazyk BASIC byly uloženy v ROM a bylo možno užívat i paměť RAM ve sdíleném adresovém prostoru.

## Modely

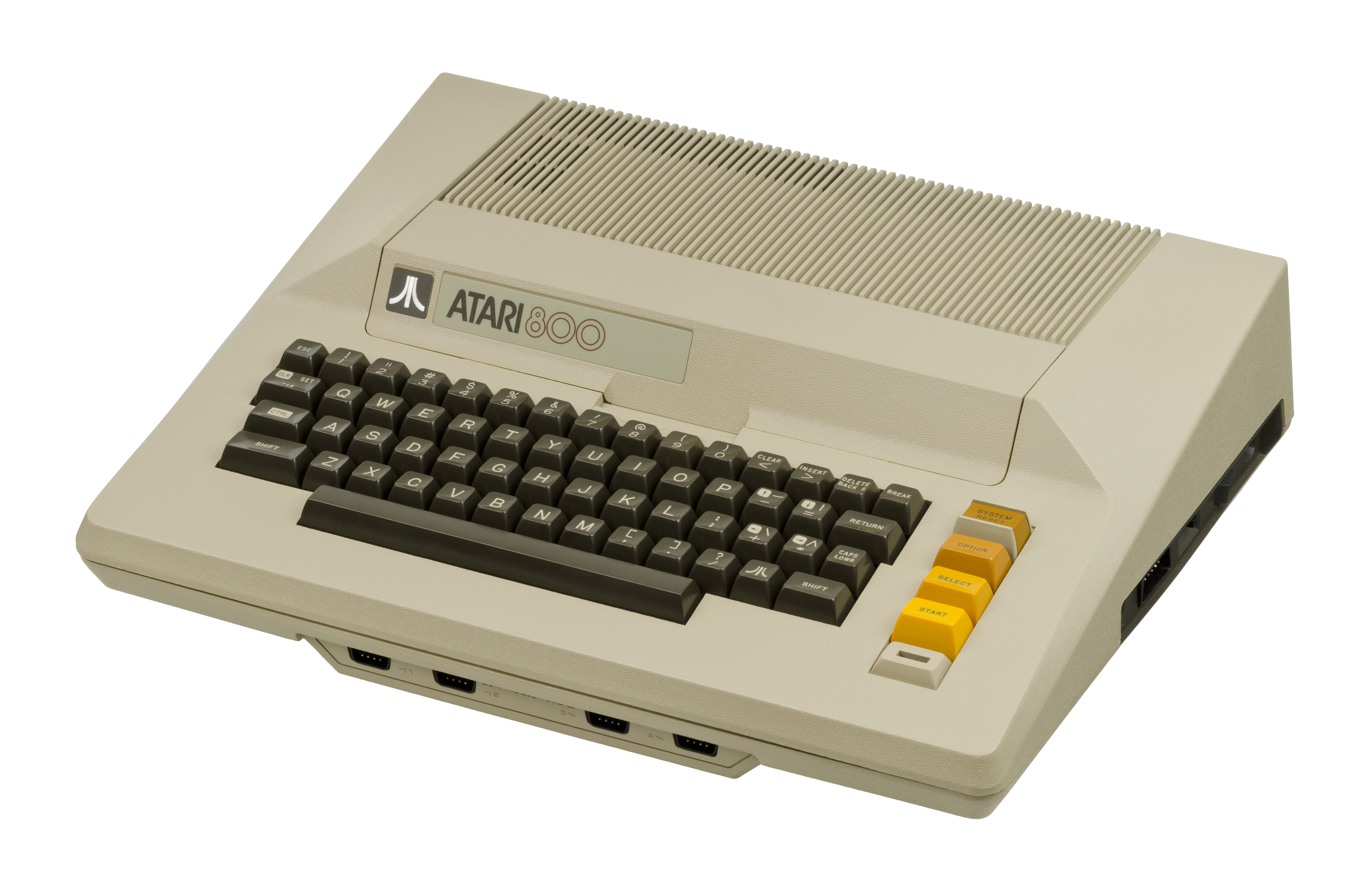
Atari 800

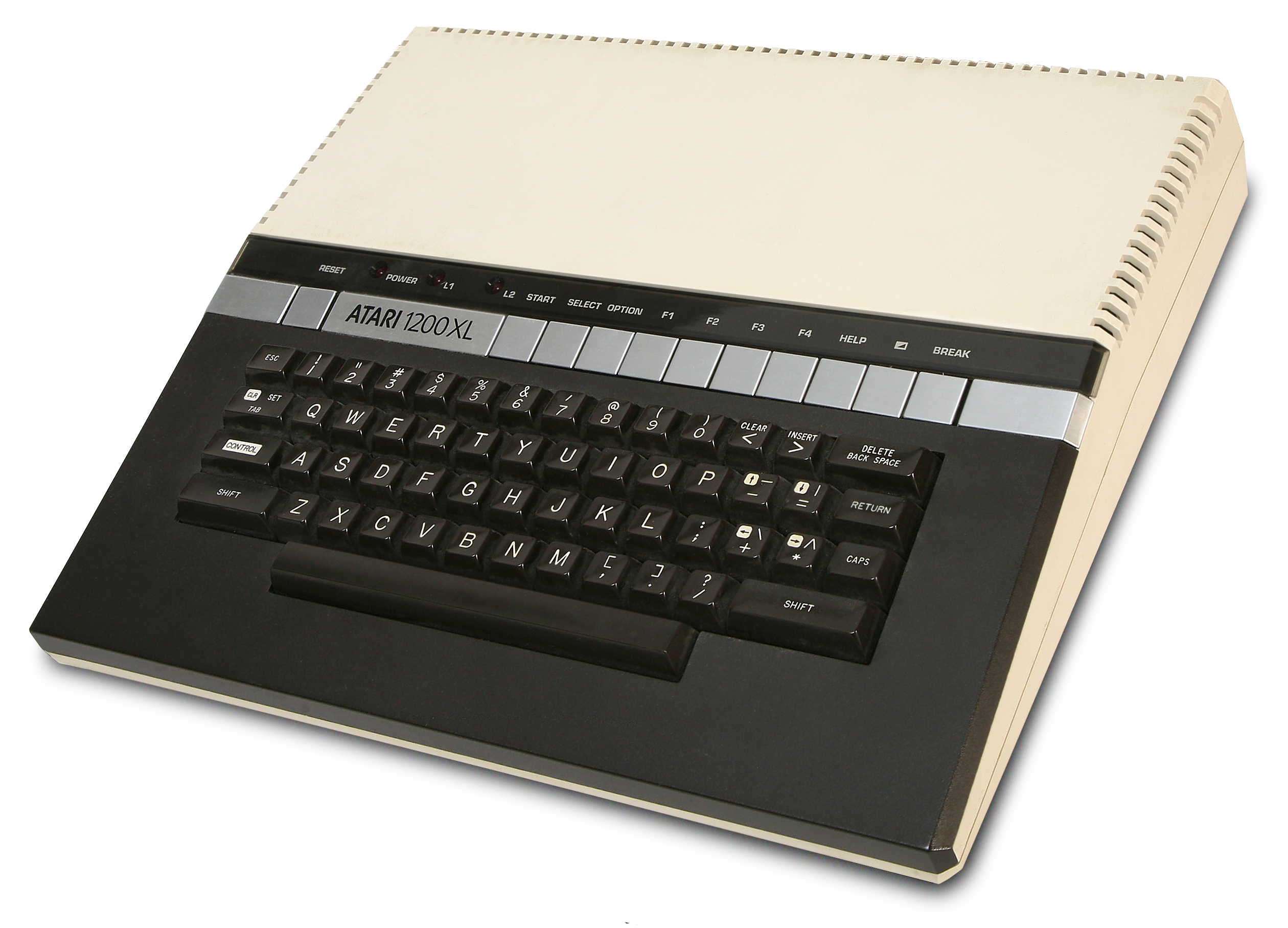
Atari 1200XL

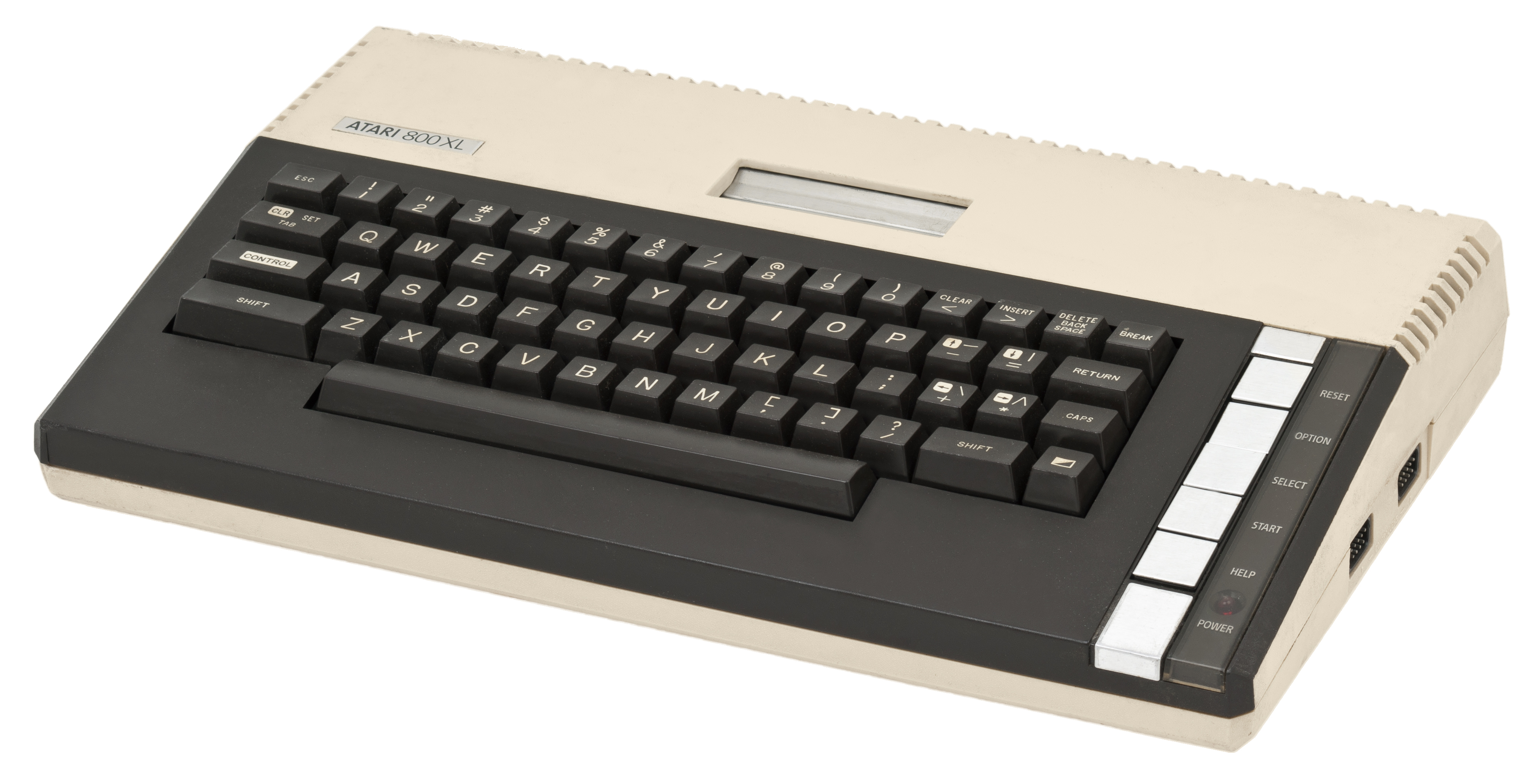
Atari 800XL

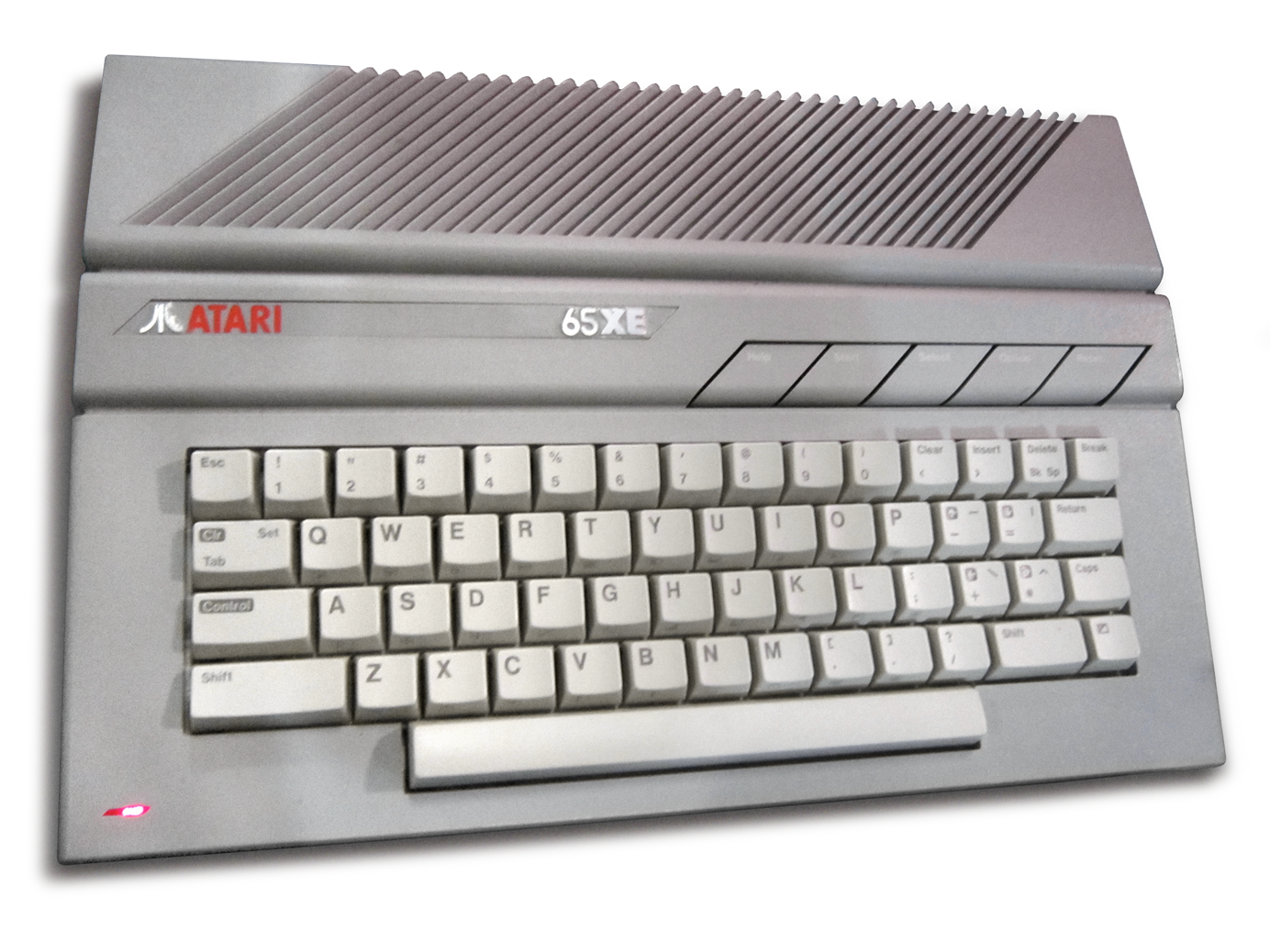
Atari 65 XE (800XE)

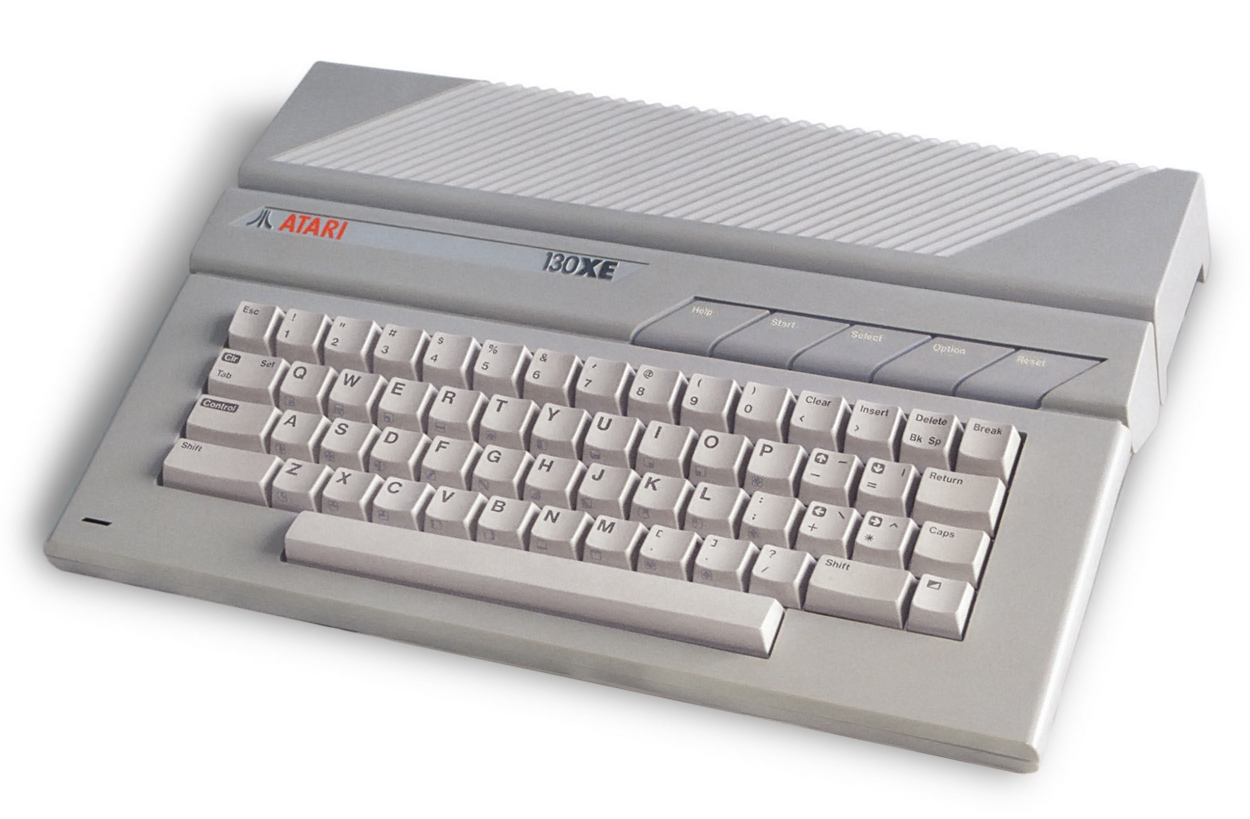
Atari 130 XE

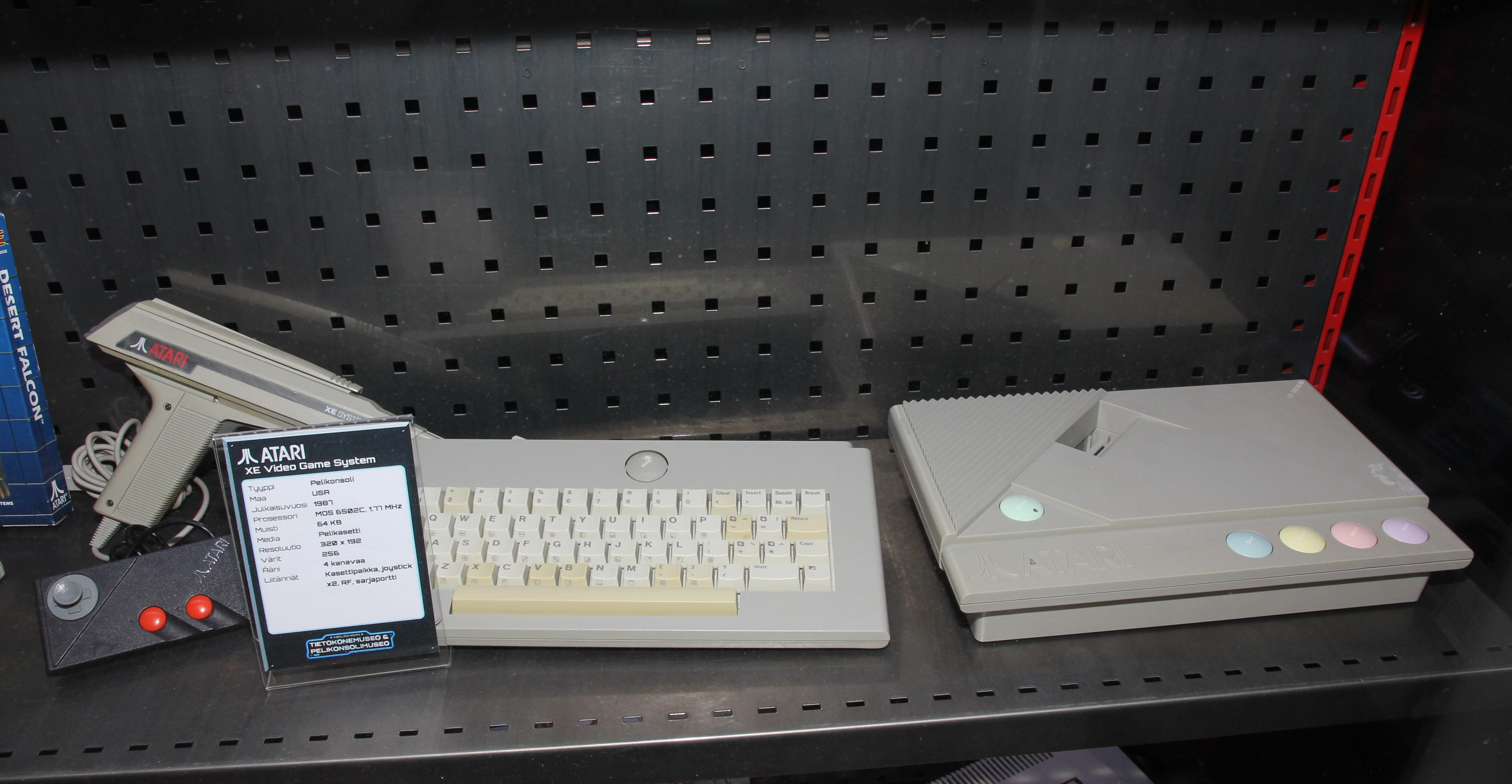
Atari XEGS

- Atari 400/800 (1979) - 4/8 KB RAM, 800 má 4 porty pro joysticky a 2 sloty pro paměťové karty,[1]
- Atari 1200XL (1982) - 64 KB RAM, přepracovaný design klávesnice a portů.
- Atari 600XL/Atari 800XL (1983) - 16/64 KB RAM, oproti předchůdci zmenšený design, 800XL byl nejprodávanější ze všech verzí.
- Atari 65XE/Atari 130XE (1985-1991) - 64/128 KB RAM, design byl velmi podobný 16/32bitovému Atari ST, které vyšlo ve stejnou dobu.
- Atari 800XE (1985-1992) - 64 KB RAM (rozšířitelné na 128 KB RAM), poslední osmibitový počítač Atari, nejprodávanější ve východní Evropě (hlavně NDR, Polsko, ČSSR),[2] v podstatě jde o 65XE přejmenované kvůli místní popularitě 800XL.
- Atari XEGS (1987) - 64 KB RAM, herní konzole vycházející z 65XE, je jí možné doplnit o klávesnici.

## Hardware

### CPU
Jako CPU byl využíván procesor MOS 6502. Taktovací kmitočet byl 1,79 MHz v NTSC verzi a 1,77 MHz ve verzi PAL.

### Paměť
Paměť RAM prvních modelů byla 48KB. Nejvíce rozšířené modely 800XL a 800XE měly 64KB RAM a model 130XE měl 128KB RAM. Dodatečných 64KB ležících mimo adresovou oblast CPU bylo dostupných přes banky (podobný systém byl u prvních počítačů PC znám jako EMS). Dále existovala amatérská rozšíření RAM až na 1MB.
Všechny modely obsahovaly 16KB paměť ROM s operačním systémem. Modely XL a XE navíc měly vestavěnou 8KB ROM s Atari Basicem. Obě ROM bylo možno programově odpojit.
V hlavní paměti se nachází i videopaměť počítače, která kromě vlastních obrazových dat obsahuje i krátký program (display list) pro čip ANTIC.
Oblast paměti mezi adresami 512 a 553 slouží pro uložení vektorů přerušení.

### Grafika
Tvorba obrazu byla poměrně sofistikovaná. Základem byl zákaznický chip ANTIC (AlphaNumeric Television Interface Controller), který pracoval ve 14 videomódech. 6 z těchto módů bylo textových a 8 grafických. V případě textu i grafiky bylo možno volit mezi větším rozlišením a menším počtem barev nebo menším rozlišením a větším počtem barev. V žádném z videorežimů nebyly barvy pevně dané, ale bylo je možno volit z palety 128 barev. Základním textovým režimem byl režim se 24 textovými řádky po 40 znacích umožňujícím zobrazení ve 2 barvách (barva písma a barva pozadí). Znakový generátor používal 128 znaků v rastru 8x8 bodů. Bylo možné využívat jednak některou ze 2 znakových sad v paměti ROM, nebo bylo možno vytvořit znakovou sadu vlastní v paměti RAM. Dále byly k dispozici 2 módy, které umožňovaly zobrazení znaků ve 4 barvách + barva pozadí za cenu toho, že na řádku bylo možno zobrazit maximálně 20 znaků a bylo možno využívat pouze 64 znaků. Další dva režimy umožňovaly používat 4 různé barvy v jednom znaku (s určitými omezeními 5 barev), opět bylo k dispozici 128 znaků, ovšem v rastru 4x8. S ohledem na nízký rastr se tyto režimy příliš nepoužívaly pro tvorbu textu, ale byly velmi využívané pro tvorbu grafiky ve hrách. Ve znakovém generátoru byly definovány všechny možné tvary segmentů, ze kterých se skládala scéna a scéna byla definovaná pouze těmito segmenty, což znamenalo úsporu RAM a rychlejší zobrazování.
V grafických režimech bylo k dispozici rozlišení až 320x192 ovšem pouze ve dvou barvách. Další grafické módy využívaly 2 nebo 4 barvy při rozlišení maximálně 160x192. Největší zvláštností obvodu ANTIC byla možnost kombinovat jednotlivé režimy. ANTIC sám měl v paměti krátký program zvaný display list, který definoval, který obrazový řádek bude ve kterém režimu. Ve všech videorežimech bylo možno volit adresu framebufferu kamkoliv do RAM, dokonce se mohly lišit adresy framebufferů jednotlivých obrazových řádků. Rolování scény ve hrách tak bylo možno provádět pouhou změnou adresy framebufferu. Titulek s body, počtem životů atd. přitom měl svůj pevný framebuffer jinde v RAM. ANTIC navíc v malém rozsahu umožňoval jemné posuvy obrazu aniž by se měnil obsah framebufferu nebo jeho adresa. Dále bylo možno definovat volání interruptu (tzv. DLI - display list interrupt) mezi obrazovými řádky. Toho se typicky využívalo pro změnu barevné palety během interruptu a ač se zdají být limity na počet současně zobrazitelných barev malé, tyto interrupty byly jedním z hlavních nástrojů, kterým bylo možno vytvořit programy, které barvami doslova hýřily.
Obraz vytvořený obvodem ANTIC se dále zpracovával jiným zákaznickým chipem zvaným GTIA (Graphic Television Interface Adaptor), ve starších verzích CTIA (Color Television Interface Adaptor). Tento obvod jednak umožňoval do obrazu vkládat další objekty zvané sprites a barvy těchto objektů bylo možno nastavit nezávisle na barvách základního obrazu. GTIA (CTIA) též umožňoval detekci kolizí mezi sprity i detekci kolizí spritů s objekty v základním obraze, což bylo hojně využíváno ve hrách. GTIA navíc umožnil reinterpretaci obrazových bodů přidat další tři grafické režimy se 192 řádky 80 obrazovými elementy na řádku. V tomto případě nebyl obrazový element zván pixel, ale nibble. Bylo možno pracovat jednak s jedním barevným tónem v 16 stupních jasu nebo se 16 barevnými tóny o stejném jasu nebo s 9 barvami s nezávisle nastavitelným barevným tónem i jasem. I zde bylo možno pomocí DLI počet barev dále navyšovat.

### Zvuk
Tvorbu zvuku zajišťoval zákaznický čip zvaný POKEY (POtentiometers and KEYboard), přes který byla současně připojena klávesnice a ovladače paddle (viz periferie). Obvod POKEY měl 4 monofonní zvukové kanály a umožňoval tvořit zvuk syntézou i přehrávat digitalizované zvuky, byť pouze ve 4bitovém rozlišení (digitalizované výkřiky proslavily např. hru International Karate). Amatérsky se do počítačů Atari někdy přidával druhý obvod POKEY, čímž se získal stereo zvuk.

## Software
Kromě vestavěného BASICu bylo možno používat další software v ROM, tzv. cartridžích. V této podobě se prodával programovací systém MAC/65 s editorem, kompilátorem a debuggerem Assembleru a jiné programovací jazyky i užitkové programy. Pro osmibitové počítače Atari byly k dispozici i další programovací jazyky - Pascal, C, Forth a další. Existovaly poměrně vyspělé textové editory PaperClip, Speedscript, tabulkový procesor VisiCalc, SynCalc, databázový systém SynFile+. Pro český jazyk byl na bázi SpeedScriptu vyvinut textový procesor Čapek, který dokázal ve zvláštním režimu zobrazovat náhled textu s 80 znaky na řádku.
Největší slávu si však osmibitové Atari vydobyly na poli her, kterých existovalo velké množství. Z nejúspěšnějších jmenujme například Boulder Dash, Montezuma's Revenge, Eidolon, International karate, Alley Cat.

## Periferní zařízení

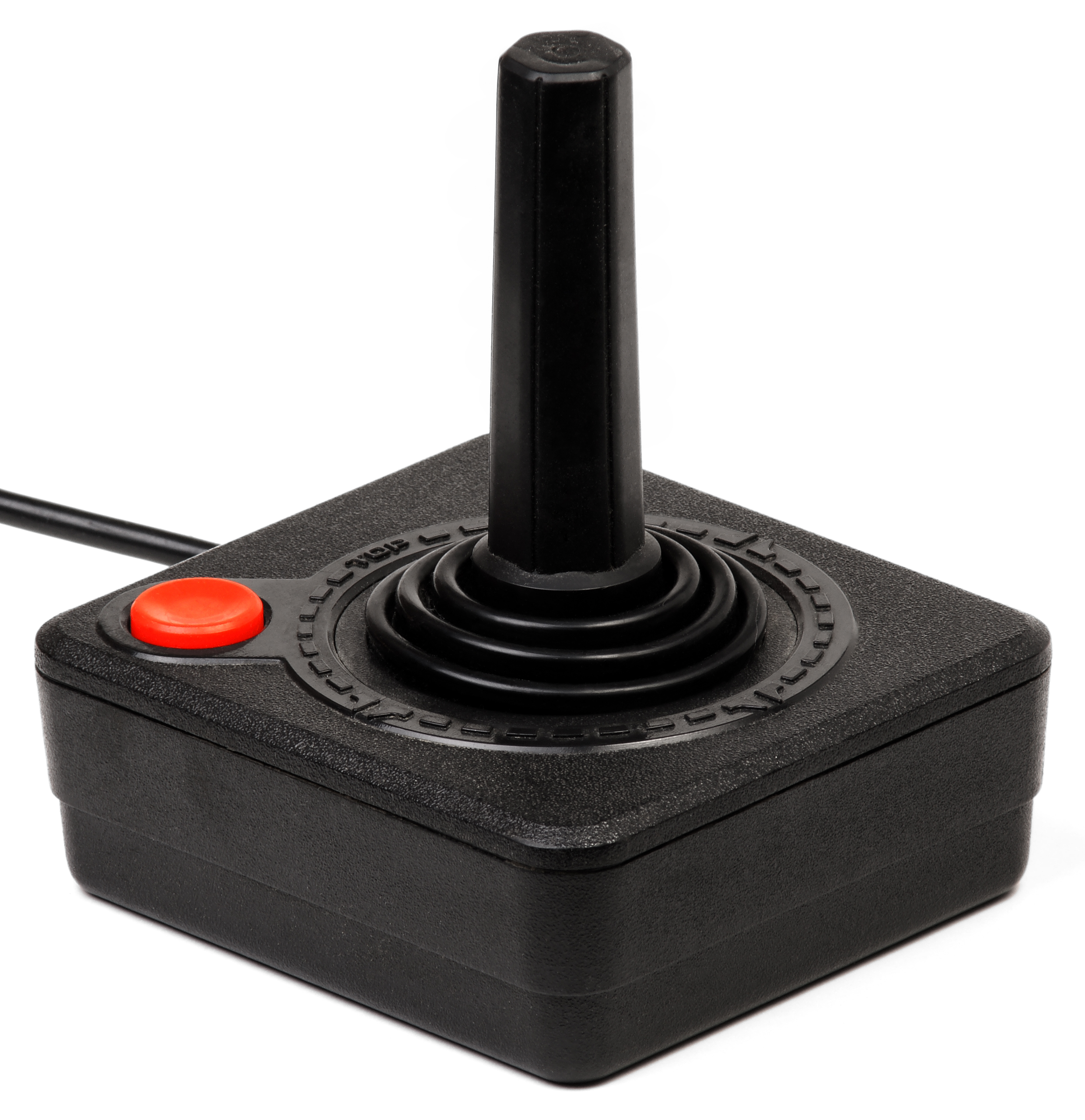
Joystick používaný k osmibitovým počítačům Atari

Škála dostupných periferních zařízení byla široká. Pro hry bylo možno jednak připojit joystick, rozhraní pro joystick bylo stejné jako měla většina tehdejších mikropočítačů a nebylo tedy nutné používat originální joysticky Atari. Dále existoval analogový herní ovladač paddle, který však podporovalo pouze několik programů. Bylo možno připojit i myš od počítačů Atari ST. Myš pro počítače Amiga bylo možno připojit po úpravě zapojení konektoru. 
Základní periferií byla kazetová jednotka pro běžné audiokazety (k počítači bohužel nebylo možné přímo připojit běžný magnetofon, ale bylo možno k tomu zhotovit interface). Dále byla k dispozici disketová jednotka pro 5.25" diskety s označením 810, ta byla nahrazena menší a rychlejší jednotkou 1050. Později přibyla i jednotka na 3.5" diskety. Existuje miniaturní náhrada disketové jednotky Atari 810 založená na MicroSD kartě, která emuluje až 8 disketových mechanik. Existovala znaková i maticová jehličková tiskárna. 
K dispozici byl i modem. Jako externí periferie bylo dostupné standardní sériové rozhraní RS232 i paralelní rozhraní centronics. Většina periferií se připojovala přes sériovou sběrnici SIO (Serial Input/Output), v některých ohledech připomínající dnešní USB. Počítač Atari měl sice jediný SIO konektor, všechny periferie (kromě kazetové jednotky) však obsahovaly krom konektoru pro připojení k Atari ještě konektor pro připojení další periferie. Takto bylo v řadě možné připojit téměř libovolný počet periferií. Jediný limit plynul ze skutečnosti, že každá periferie používala jedno velké písmeno jako svoje jméno (například C byla kazetová jednotka, P tiskárna, D disketová jednotka). Počet periferií tedy byl teoreticky omezen počtem písmen abecedy, prakticky se však takto vysoký počet periferií nevyskytoval. Periferie stejného typu se rozlišovaly číslem - bylo možno např. mít připojené dvě tiskárny označené P1 a P2 a 4 disketové jednotky D1 až D4. Samotné písmeno bez čísla se odkazovalo na první jednotku. 

### Seznam existujících periférií

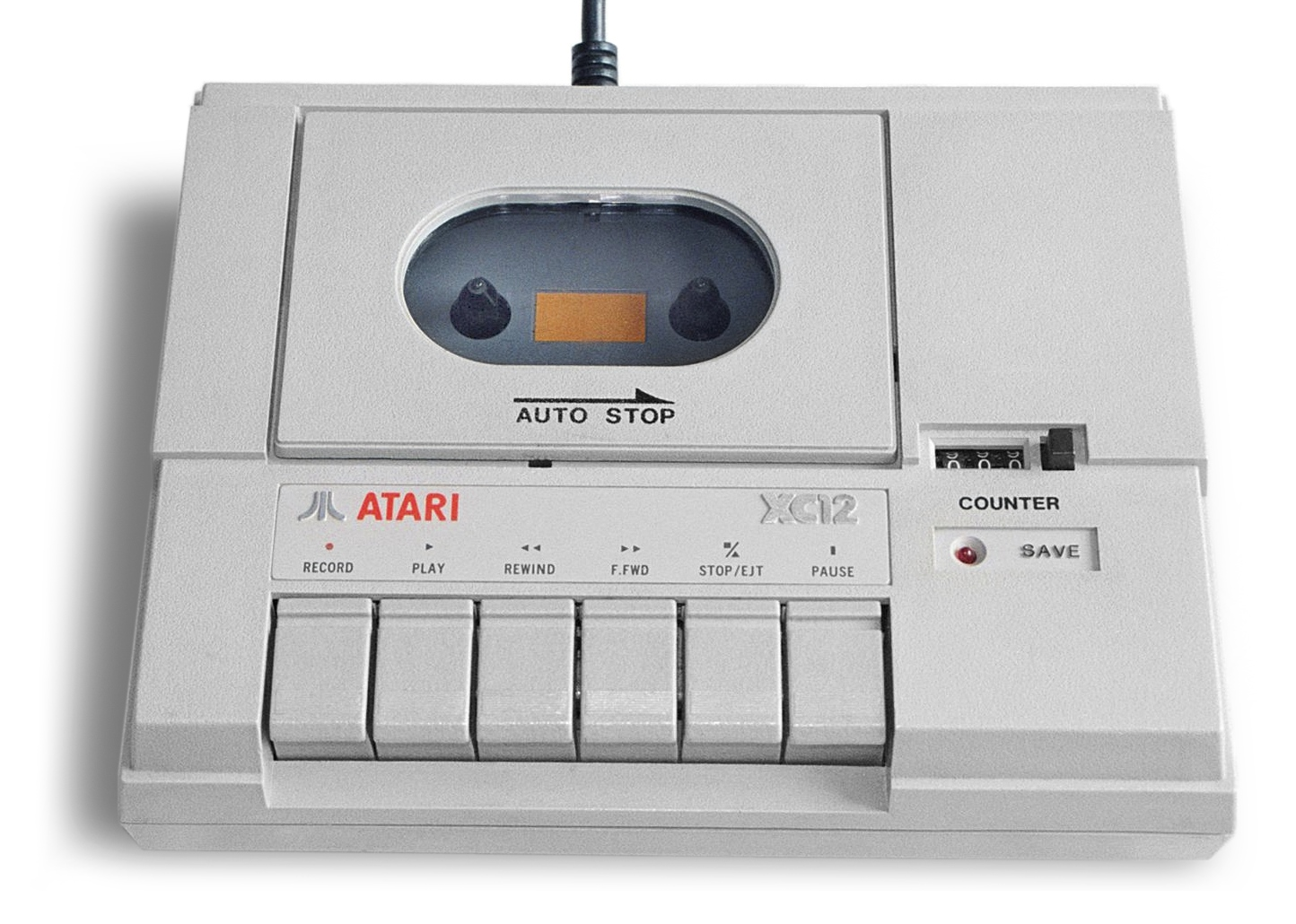
Kazetová jednotka Atari XC12

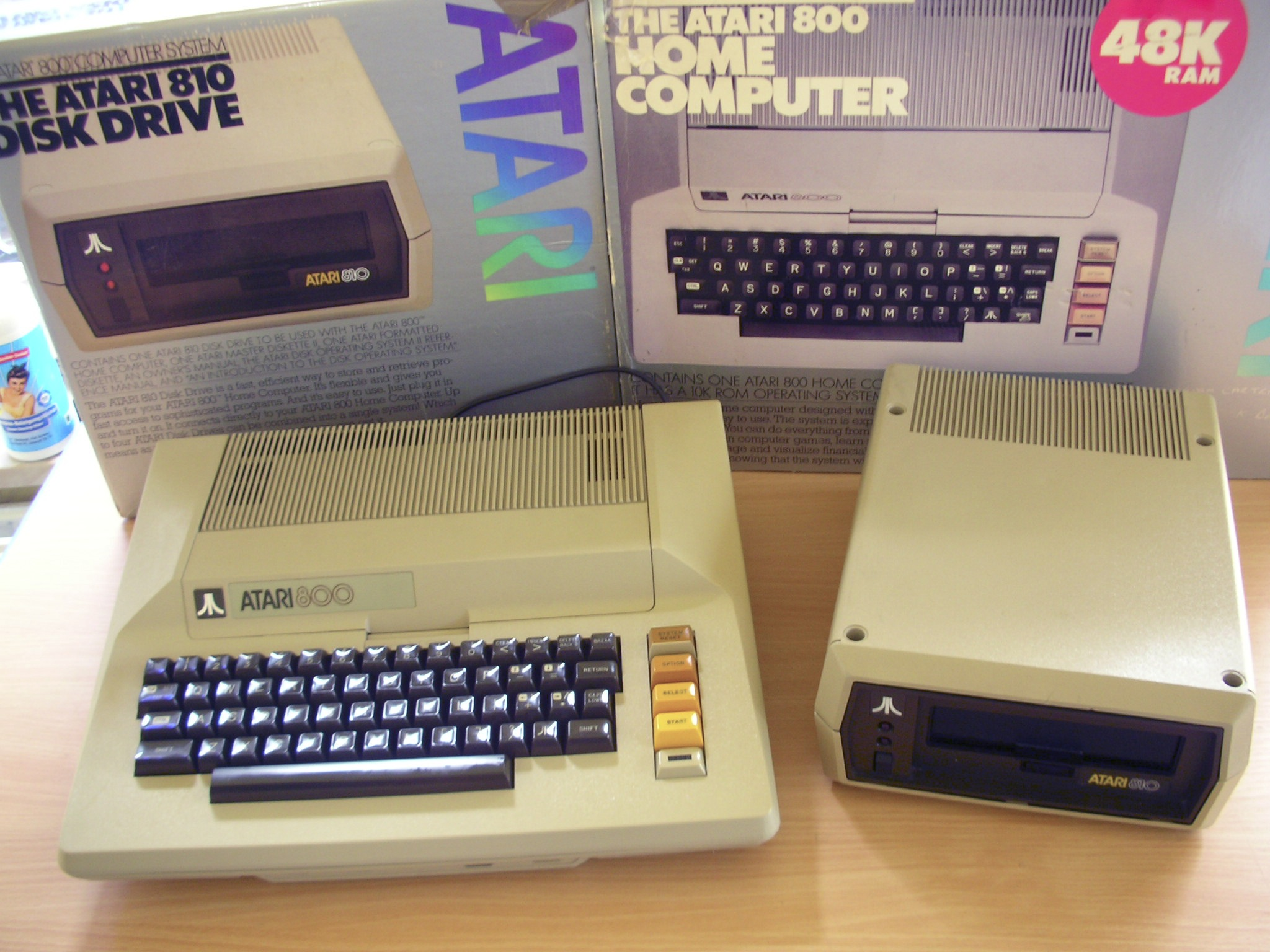
Atari 800 s 5,25″ disketovou jednotkou 810

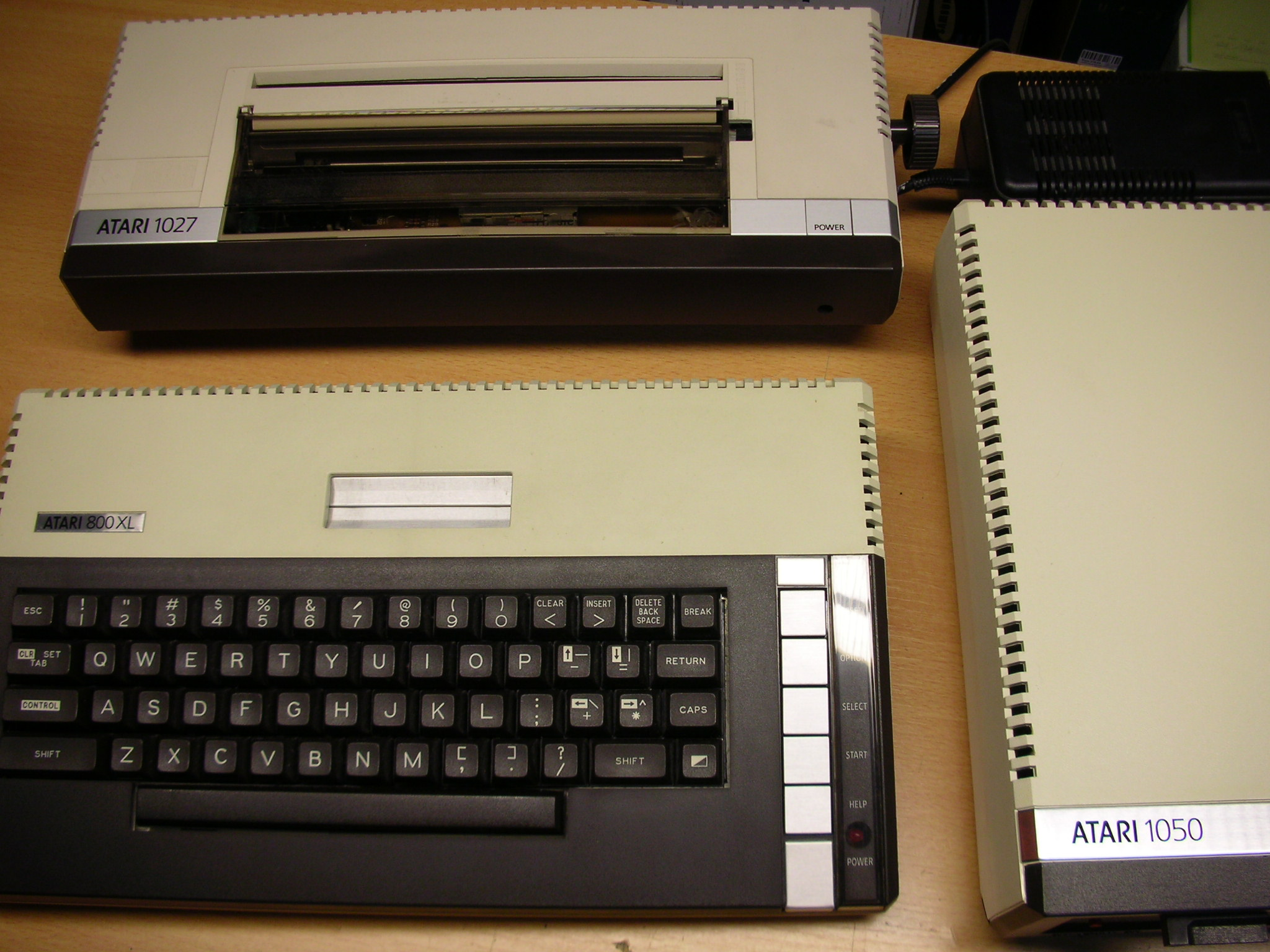
Atari 800 XL s tiskárnou 1027 (nahoře) a disketovou jednotkou 1050 (napravo)

- kazetopáskové jednotky:
  - Atari 410,
  - Atari 1010,
  - Atari XC11,
  - Atari XC12, Atari XL12
- disketové jednotky:
  - Atari 810,
  - Atari 815,
  - Atari 1050,
  - Atari XF551,
- tiskárny:
  - Atari 820,
  - Atari 822,
  - Atari 825,
  - Atari 1020,
  - Atari 1025,
  - Atari 1027,
  - Atari 1029,
  - Atari XMM801,
  - Atari XDM121,
- modemy:
  - Atari 830,
  - Atari 835,
  - Atari 1030,
  - Atari XM301,
  - Atari SX212,
- sériové a paralelní porty:
  - Atari 850,
- textové zobrazovače:
  - Atari XEP80.[6]

## Emulace
Dnes si lze osmibitové počítače Atari pouštět přes emulátory, které jsou většinou open source. 